# Zorzines nishizawai
Zorzines nishizawai är en fjärilsart som beskrevs av Sato 1990. Zorzines nishizawai ingår i släktet Zorzines och familjen nattflyn. Inga underarter finns listade i Catalogue of Life.